# Paillencourt
Paillencourt é uma comuna francesa na região administrativa de Altos da França, no departamento de Nord. Estende-se por uma área de 7,56 km². Em 2010 a comuna tinha 1 010 habitantes (densidade: 133,6 hab./km²).